# Evlavie

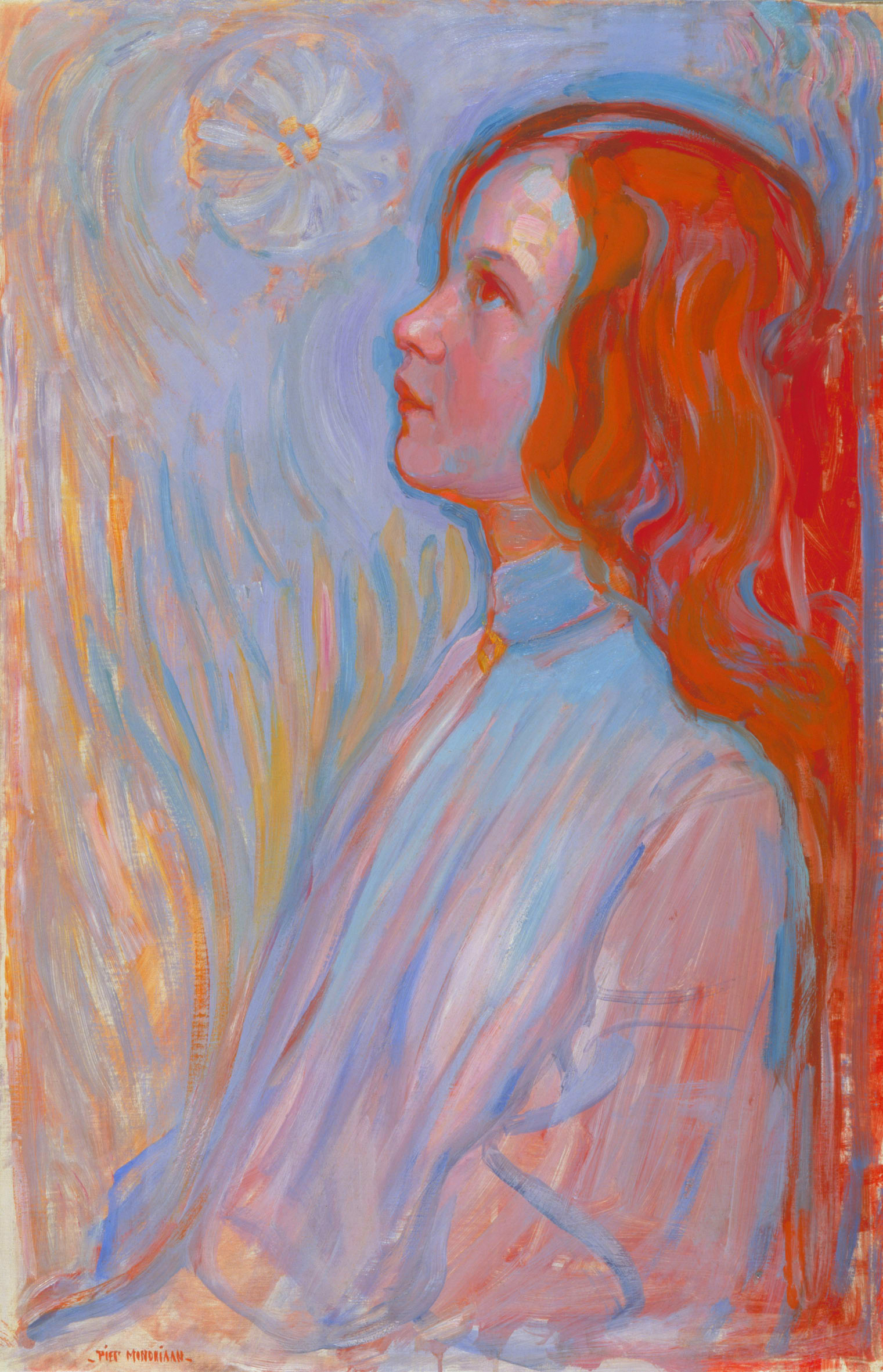
Evlavie, Piet Mondrian (1908)

Evlavia este o religiozitate profundă, exteriorizată printr-o scrupuloasă îndeplinire a practicilor bisericești (devoțiune, religiozitate, smerenie);. Atașament sincer și puternic pentru biserică și practicile sale, pentru reprezentanții săi. Comportare respectuoasă, devotament puternic față de o persoană, un lucru sau pentru o idee (adorație, venerație).  
Cuvântul apare și în literatura românească:
„Cu evlavie și rar, Tomșa făcu trei cruci și sărută cartea sfîntă cu ochii închiși” (Sadoveanu);
„Cînd însuși glasul gîndurilor tace, Mă-ngînă cîntul unei dulci evlavii” (Eminescu);
„Dar ne-am grăbi, că sîntem cam de departe, încheie el, înclinîndu-se cu oarecare evlavie înaintea mea.” (Camil Petrescu).
Conceptul de evlavie își dă numele virtuții care provoacă devotament în fața a tot ceea ce are legătură cu chestiunile sfinte și este călăuzită de iubirea simțită față de Dumnezeu. ... Când cineva reflectă milă pentru un alt subiect, el decide să-l ajute, să-l ajute sau să-l ierte.
În 1 Timotei 5:4 acest cuvânt este folosit în sensul de grijă datorată unei mame văduve sau unei bunici. Verbul este „eusebeo”, un termen datând din perioada elenistică și folosit frecvent pentru a descrie îndeplinirea actelor de închinăciune religioasă (vezi Faptele Apostolilor 17:23), care arată că, pentru Pavel, grija pentru rudeniile văduve face parte din datoria religioasă a creștinului. Lucrul acesta este de înțeles în lumina poruncii a cincea și a faptului că prin aceasta creștinul ușurează biserica de responsabilitatea întreținerii văduvelor în cauză. 
Biblia privește din mai multe puncte de vedere complementare evlavia pe care o imprimă în mintea omenească. Vechiul Testament o numește „frica de Dumnezeu" sau „frica de Domnul" (de peste 30 de ori), arătând în felul acesta că adevărata evlavie își are rădăcina într-o atitudine de reverență, spunere și ascultare de Dumnezeu. Noul Testament o numește „ascultarea Evangheliei" sau „adevărului" (Romani 10:16; Galateni 5:7; 2 Tesaloniceni 1:8; 1 Petru 1:22; cf. Romani 6:16) și în felul acesta caracterizează evlavia ca un răspuns la revelație.